# Andrea True
Andrea Marie Truden (Nashville, 26 de julio de 1943-Kingston, 7 de noviembre de 2011), más conocida por su nombre artístico Andrea True, fue una cantante y actriz pornográfica estadounidense. En adición a ese nombre, utilizó otros pseudónimos como Inger Kissin, Singe Low, Sandra Lips, Andrea Travis y Catherine Warren.
Su carrera como cantante fue bastante corta, en pleno apogeo de la música disco, al publicar solo tres álbumes de estudio; More, More, More (1976), White Witch (1977) y War Machine (1980), lapso en el que lanzó siete sencillos.
Sin dudas su éxito más importante fue el tema «More, more, more», incluido en el álbum homónimo, lanzado en 1976 y que se ubicó entre los cinco primeros de Estados Unidos (n.º 4) y Reino Unido (n.º 5), actuando bajo el nombre artístico de The Andrea True Connection, considerada una de las canciones más populares de ese género. Fue compuesta por el productor Gregg Diamond, y ha sido interpretada desde entonces por artistas como Samantha Fox, Bananarama, Rachel Stevens y Dannii Minogue.

## Biografía
Andrea Truden nació en Nashville, en el estado de Tennessee, el 26 de julio de 1943, donde vivió toda su adolescencia y parte de su vida adulta. En su juventud asistió a la academia de Santa Cecilia de la localidad, una escuela católica para señoritas, donde estudió hasta graduarse a los quince años.

## Carrera artística

### Como actriz
A finales de los sesenta se trasladó a Nueva York para convertirse en actriz, bajo el nombre artístico conocido de Andrea True. A pesar de obtener algunos trabajos menores como extra (en The Way We Were (1973) y 40 Carats (1973), entre otras) se embarcó en una carrera como actriz pornográfica, aparentemente persuadida de que era la mejor manera para adquirir experiencia con el cine y la actuación.
Actuó en películas pornográficas en los países escandinavos en la década de 1960, y para el final de la década, comenzó a aparecer en películas estadounidenses para adultos. Se estima que actuó en más de sesenta películas del género duro a lo largo de la década de los setenta e inicios de los ochenta. Rápidamente se convirtió en una de las actrices más conocidas en el negocio, aunque —con 500 $ por derechos de imagen— no estaba entre las mejores pagadas. Mientras siguió operando en ese cine, estaba tratando de obtener papeles en películas legítimas, pero ninguno llegó como deseaba.

### Como cantante
En la década de los setenta, paralelo a su carrera como actriz, True había estado escribiendo música para comerciales de televisión y cantando en varios clubes alrededor de Nueva York, con lo que obtuvo un trabajo en Jamaica en 1975, para grabar comerciales de una empresa local de bienes raíces. True se quedó atrapada en la inestabilidad política que asolaba a la isla caribeña en ese momento y se le prohibió salir del país con el dinero que ganó gracias al comercial en que aparecía.
Ingeniosamente, llamó a un amigo productor de discos en Nueva York, Gregg Diamond, y lo convenció para que viajara a Jamaica y le produjera una canción para ella en un estudio local, la cual se financiaría con ese dinero, con la finalidad de lavarlo y sacarlo del país en la forma de una cinta maestra. La pista de Diamond fue grabada en un año decisivo para la música disco, pero la había producido y registrado previamente sin tener una letra para ella. Él y True se reunieron y trabajaron juntos en la música, contrataron a algunos músicos jamaicanos y el resultado, una vez que la cinta fue traída de vuelta a Nueva York y remezclada por Tom Moulton, era lo que se convertiría en su único éxito mundial de la era disco en 1976, «More, More, More». Ella grabó dos álbumes más, pero ninguno alcanzó el éxito de su esfuerzo inicial.
En el momento de su mayor apogeo como cantante, True admitió estar cansada de la pornografía al confesar que: «Prefiero ser una camarera o una mecanógrafa que hacer otra película para adultos» y también «no pienso en mí como una estrella del porno más, pienso en mí como una estrella de la música. Solo quiero grabar y actuar».
A principios de 1977, True lanzó el sencillo «N. Y., You Got Me Dancing», de su siguiente álbum, White Witch. El disco se convirtió en el segundo mayor éxito de True, alcanzando el vigésimo séptimo lugar en el Billboard Hot 100. En 1978, tuvo un segundo éxito en el Reino Unido con «What's Your Name, What's Your Number», que alcanzó el trigésimo cuarto puesto en el UK Singles Chart. Ambos álbumes incluyeron músicos de estudio con otra banda reunida para la gira. La segunda alineación, incluía al futuro guitarrista de Kiss, Bruce Kulick. 
En 1980, lanzó su tercer álbum y final, War Machine, un trabajo más orientado al hard rock, y lanzado solamente en Europa, pero no tuvo mayor suceso. Después de que su último álbum fracasó, intentó volver brevemente a la pornografía y ganar algún dinero, pero con casi cuarenta años, ya era demasiado mayor para un regreso. 
Tampoco podía regresar a la música porque requirió una cirugía por un bocio que se desarrolló en sus cuerdas vocales, lo cual terminó en especial con su habilidad para el canto. Después vivió en Los Ángeles durante un tiempo y posteriormente se trasladó a Nueva York. Durante la década de 1990, Andrea vivía en un apartamento en el lado este de Manhattan, y era conocida por cocinar comidas gurmés para sus amigos.

## Últimos años y deceso
Por último, durante el cambio de siglo, y tras retirarse en forma definitiva de la industria del cine, se trasladó a vivir a Boynton Beach, Florida, donde trabajaba como lectora psíquica, así como consejera para los consumidores de drogas y sustancias.
True siguió recibiendo algunas regalías por su música, y «More, More, More» se mantuvo como una canción popular en la televisión y las películas. Incluso recibió una ráfaga renovada de publicidad cuando el grupo canadiense, Len, utilizó la pista instrumental de esa canción en su propio sencillo, «Steal my Sunshine». Posteriormente, True apareció en varios especiales de VH1, incluyendo 100 Greatest Dance Songs in 2000 («More, More, More», fue la número 45 en esa lista), Where Are They Now y 100 Greatest One-Hit Wonders (ambos en 2002), en la que dijo que quiere ser recordada como una persona que «le dio a la gente el placer» —a continuación, hizo hincapié en las palabras— «con mi música». También hizo una aparición en la película documental de 2005 Inside Deep Throat. 
True murió el 7 de noviembre de 2011, en un hospital de Kingston, Nueva York, situado cerca de su casa de Woodstock, a los 68 años de edad. Un viejo amigo, Louise Marsello Landham, dijo que la causa fue una insuficiencia cardíaca. De acuerdo con sus deseos, su cuerpo fue incinerado. No se le conoce ninguna familia inmediata.

## Discografía

### Álbumes de estudio
- More, More, More (1976)
- White Witch (1977)
- War Machine (1980)

### Sencillos
| Año  | Sencillo                               | Máxima posición en lista | Máxima posición en lista | Máxima posición en lista | Máxima posición en lista | Máxima posición en lista | Máxima posición en lista | Álbum            |
| Año  | Sencillo                               | US                       | US Black                 | US Club                  | US Disco                 | CAN                      | UK                       | Álbum            |
| ---- | -------------------------------------- | ------------------------ | ------------------------ | ------------------------ | ------------------------ | ------------------------ | ------------------------ | ---------------- |
| 1976 | «Call Me»                              | —                        | —                        | —                        | 5                        | —                        | —                        | More, More, More |
| 1976 | «Keep It Up Longer»                    | —                        | —                        | —                        | 5                        | —                        | —                        | More, More, More |
| 1976 | «More, More, More»                     | 4                        | 23                       | 1                        | 1                        | 1                        | 5                        | More, More, More |
| 1976 | «Party Line/Fill Me Up/Call Me»        | —                        | —                        | 9                        | —                        | —                        | —                        | More, More, More |
| 1976 | «Party Line»                           | 80                       | 95                       | 4                        | —                        | —                        | —                        | More, More, More |
| 1977 | «N. Y., You Got Me Dancing»            | 27                       | —                        | 4                        | —                        | 89                       | —                        | White Witch      |
| 1977 | «What's Your Name, What's Your Number» | 56                       | —                        | 9                        | —                        | —                        | 34                       | White Witch      |

## Filmografía

### Filmografía parcial
- Meatball (1972) (como Singe Low)
- Hot Channels (1973)
- Devil's Due (1973)
- Madame Zenobia (1973) (como Inger Kissen)
- Deep Throat Part II (1974)
- Illusions of a Lady (1974)
- Lady on the Couch (1974)
- The Chamber Maids (1974)
- The Seduction of Lynn Carter (1974)
- Summer Session (1975)
- Mash'd (1976)